# Elvira
Elvira  è un nome proprio di persona italiano femminile.

## Varianti
- Femminili: Elviria[3]
  - Ipocoristici: Elvi[2]
  - Alterati: Elvirina[4]
- Maschili: Elviro[3][4], Elvirio[3][4]
  - Alterati: Elverino[4]

### Varianti in altre lingue
- Basco: Elbir[7]
- Catalano: Elvira[7]
- Ceco: Elvíra
- Francese: Elvire[8]
- Islandese: Elvíra
- Lettone: Elvīra
- Polacco: Elwira
- Romaní: Elvaira[9]
- Slovacco: Elvíra
- Spagnolo: Elvira[3][4][7][8][10][11]
- Tedesco: Elvira
- Russo: Эльвира (Ėl'vira)

## Origine e diffusione

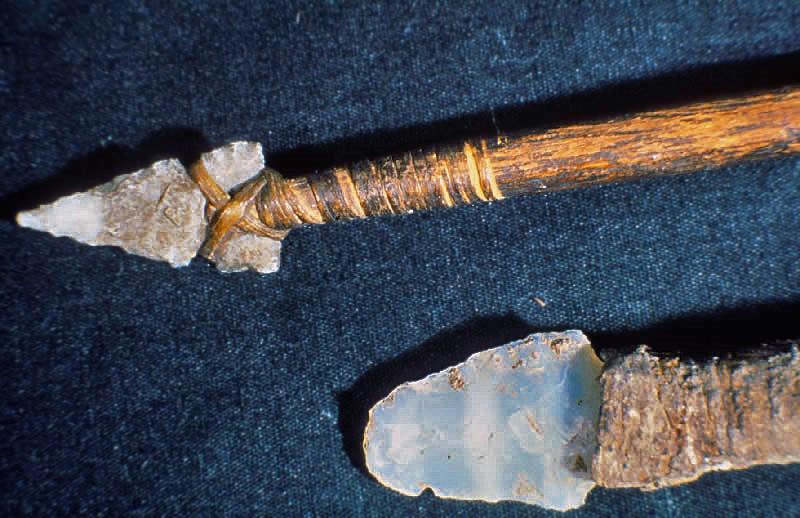
Lance, oggetti da cui il nome potrebbe prendere spunto.

È un nome originario della penisola iberica, dall'origine dibattuta. Secondo la maggioranza delle fonti, sarebbe la forma spagnola di un nome germanico, in particolare visigoto, di incerta identificazione. Potrebbe essere ricondotto a un nome che appare nei documenti più antichi come Geloyra, Gelovira, Gelvira e Jelvira (perdendo poi la G iniziale per un processo comune in spagnolo; si pensi a enero, "gennaio", o enebro, "ginepro"): esso potrebbe essere formato da gails ("lancia", "giavellotto") o gail ("allegro", postulato da gajlan, "rallegrarsi") e wêrs ("amica" o "amichevole") o wars ("prudente"), con possibili interpretazioni quali "amica della lancia", "lancia soccorritrice" o "amica allegra", "allegra e amichevole".
Alternativamente la forma originale potrebbe essere Allovera, un composto di al ("tutto") e wer (un misto di varie radici, fra cui "vero"), una combinazione però non attestata nei paesi germanici; altre fonti vi identificano il termine germanico alf ("elfo"), oppure i termini athal ("nobile") e wira ("guardiano"), o ancora lo considerano un derivato di Albreda, una forma medievale di Alfreda.
Interpretazioni minoritarie ipotizzano una derivazione semitica: alcune lo vogliono di origine araba, col significato di "la bianca", altre di origine ebraica, da Elbirah, "tempio di Dio". Va inoltre notato che Elvira, o Illiberis, era un antico toponimo della città di Granada (un adattamento spagnolo dell'arabo Ilbirah), al quale potrebbe essere dovuto l'uso spagnolo iniziale del nome.
Era molto diffuso durante il Medioevo, ma raggiunse una vera e propria popolarità solo nel XVII e XVIII secolo, quando venne reso celebre da varie opere teatrali, come il Don Giovanni di Mozart e Byron, il Dom Juan di Molière, I puritani di Bellini, L'italiana in Algeri di Rossini, l'Ernani di Verdi e l'Ettore Fieramosca di d'Azeglio.

## Onomastico
L'onomastico si può festeggiare in memoria di più figure, alle date seguenti:
- 16 luglio, santa Elvira (o Erlvira), badessa di Öhren, a Treviri[17][18]
- 15 agosto, beata Elvira Moragas Cantarero, in religione "Maria Sagrario", carmelitana scalza[19]
- 19 agosto, beata Elvira della Natività di Nostra Signora Torrentallé Paraire, religiosa e martire assieme ad altre compagne a Balsareny[17][20]

Varie fonti riportano inoltre una sant'Elvira in data 27 gennaio; tale figura non appare però in alcun martirologio né nelle collezioni di santi dei bollandisti, e si tratta verosimilmente di un'invenzione.

## Persone

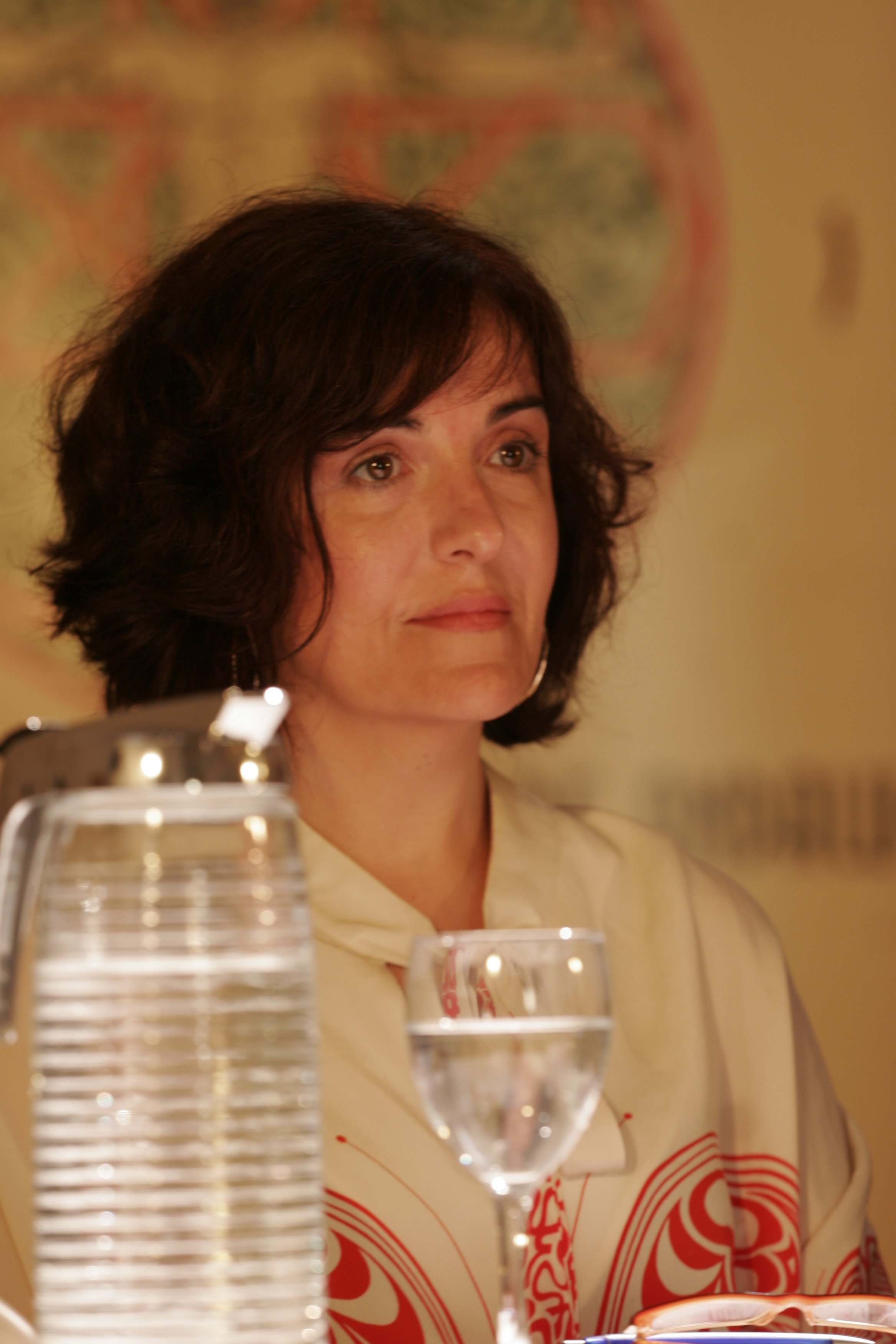
Elvira Lindo

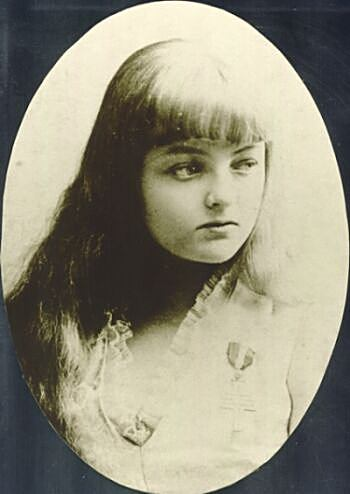
Elvira Madigan

- Elvira Alfonso di Castiglia, prima moglie di Ruggero II d'Altavilla, regina consorte di Sicilia
- Elvira di Castiglia, contessa consorte di Tolosa e marchesa consorte di Provenza
- Elvira Ramírez, figlia di Ramiro II di León, suora e reggente del regno
- Elvira Betrone, attrice italiana
- Elvira Casazza, mezzosoprano italiano
- Elvira de Hidalgo, soprano e insegnante di canto spagnola
- Elvira Dones, scrittrice, giornalista e sceneggiatrice albanese
- Elvira Donnarumma, cantante italiana
- Elvira Leonardi, vero nome di Biki, stilista italiana
- Elvira Lindo, scrittrice spagnola
- Elvira Madigan, artista danese
- Elvira Notari, regista italiana
- Elvira Savino, politica italiana
- Elvira Sellerio, editrice italiana

### Varianti femminili
- Elvire Audray, attrice francese
- Ėl'vira Ozolina, atleta sovietica

### Varianti maschili
- Michał Elwiro Andriolli, pittore e disegnatore polacco

## Il nome nelle arti
- Elvira è un personaggio interpretato da Cassandra Peterson, e nome d'arte della stessa, protagonista dei film Una strega chiamata Elvira e La casa stregata di Elvira e dei videogiochi Elvira: Mistress of the Dark ed Elvira 2: The Jaws of Cerberus.
- Elvira è un personaggio dell'opera di Giuseppe Verdi Ernani.
- Elvira è un personaggio dell'opera di Vincenzo Bellini I puritani.
- Elvira è un personaggio dell'opera di Gioachino Rossini L'italiana in Algeri.
- Elvira è un personaggio del cortometraggio del 1915 The Fable of Elvira and Farina and the Meal Ticket.
- Elvira Almiraghi è la protagonista femminile del film del 1959 Il vedovo, diretto da Dino Risi. Si può notare che il nome Elvira in quel caso è l'anagramma - forse casuale - del cognome di Franca Valeri, l'attrice che l'interpretava.
- Elvira Hancock è un personaggio del film del 1983 Scarface, diretto da Brian De Palma.
- Elvira è un personaggio del film del 1989 Buon Natale... buon anno, diretto da Luigi Comencini.
- Elvira è un personaggio della serie televisiva Fratelli Benvenuti.
- Donna Elvira è un personaggio dell'opera di Wolfgang Amadeus Mozart Don Giovanni.
- Nonna Elvira è un personaggio della sit-com Fiore e Tinelli.
- Elvira Cimmaruta è un personaggio della commedia di Eduardo De Filippo Le voci di dentro.
- Elvira è il titolo di una canzone degli Oak Ridge Boys, gruppo americano di genere country e gospel.
- Elvira Coot, meglio nota in italiano come Nonna Papera, è un personaggio dei fumetti e dei cartoni animati Disney.
- Elvira Drew è un personaggio del romanzo di Laurell K. Hamilton Luna nera.
- Elvira Nugent è un personaggio della serie televisiva The Gale Storm Show.
- Elvira appoggiata al tavolo è un'opera di Amedeo Modigliani.